# Rickard Berglind
Rickard Berglind, född 2 mars 1929 i Håtuna församling, död 30 juli 2004 i Överjärna, var en svensk friidrottare (långdistanslöpare). Han tävlade för Södertälje IF och vann SM-guld i terräng 8000 m åren 1960 till 1962 samt på 30 000 m år 1965.